# 184-й учебный центр (Украина)
184-й учебный центр (укр. 184-й навчальний центр, 184 НЦ, в/ч А2615, пп В4264) — учебный центр Национальной академии сухопутных войск имени гетмана Петра Сагайдачного вооружённых сил Украины.

## История
31 августа 2012 года сформирован на основании Директивы Министра обороны Украины на фондах 379-го управления эксплуатации специальных объектов (в/ч А1491), расположенного в селе Старичи, Яворовского района, Львовской области. Первым начальником Учебного центра стал полковник Михаил Алексеевич Ивасюк, руководивший им до мая 2013 года.
184-й Учебный центр Академии Сухопутных войск им. гетмана Петра Сагайдачного был создан на базе военного учебного заведения во Львове путём перемещения Центра подготовки инженерных войск из Каменец-Подольского, 180-го Учебного центра войск радиационной, химической и биологической защиты из Харькова и отдела подготовки специалистов топографической службы из Шепетовки.
17 июня 2017 года в 184-м Учебном центре Национальной академии сухопутных войск имени гетмана Петра Сагайдачного завершился шестой цикл курсов по подготовке украинских инструкторов в рамках Объединённой многонациональной подготовительной группы (JMTG-U) с участием военнослужащих Национальных вооружённых сил Латвии. После завершения курсов 24 выпускника получили сертификаты. На мероприятиях по завершении курсов присутствовал командир Школы сержантов Национальных вооружённых сил Латвийской республики подполковник Рейнис Башко, а также латвийские военнослужащие, проводившие курсы для украинских инструкторов.
14 августа 2017 года на базе 184-го Учебного центра Национальной академии сухопутных войск имени гетмана Петра Сагайдачного начались очередные курсы подготовки украинских инструкторов под руководством военнослужащих Вооружённых Сил Латвии. Это уже седьмой цикл учений, проходящий в рамках Объединённой многонациональной группы по подготовке — Украина (JMTG-U). По словам заместителя начальника 184-го Учебного центра по морально-психологическому обеспечению подполковника Владимира Безбородова, предыдущие шесть циклов показали отличный результат — было успешно подготовлено более 150 украинских инструкторов.
15 сентября 2017 года на базе учебного центра был открыт центр имитационного моделирования. Кроме строительства корпуса также были проведены работы по восстановлению городка «Инженерное» в учебном центре, где будет проходить практическая отработка тактических действий с использованием системы MILES. Кроме моделирования разного рода тактических ситуаций, также в нём будут отрабатываться практические действия в системе MILES, бригадный комплект которой был закуплен в рамках технической помощи от США.
В начале апреля 2018 года для подготовки военных специалистов водолазного дела было приобретено водолазное снаряжение и оборудование для его обслуживания. 
В августе 2018 года в центре состоялось открытие школы подготовки специалистов противотанковых ракетных комплексов (ПТРК). К моменту открытия осуществлялась подготовка операторов противотанковыми ракетными комплексами производства Украины «Корсар» и «Стугна-П».

## Структура
- учебный танковый батальон
- 355-й учебный механизированный полк[укр.] (в/ч А3211)
- 356-й учебный артиллерийский полк[укр.] (в/ч А3618)
  - школа минометчиков[8]
  - школа самоходной артиллерии[9]
  - школа противотанковой артиллерии[10]
  - школа прицепной артиллерии
- 49-й отдельный учебный разведывательный батальон[укр.][11] (в/ч А4138)
- 138 учебный батальон материального обеспечения (в/ч А2600)
- учебный инженерный батальон
- центр имитационного моделирования
- школа подготовки и переподготовки специалистов пожарной охраны[12]

## Командование
- полковник Михаил Алексеевич Ивасюк (укр. Івасюк Михайло Олексійович) (08.2012 — 05.2013)
- полковник Александр Ананьевич Грищук (укр. Грищук Олександр Ананійович) (05.2013 — 12.2014)
- полковник Александр Васильевич Остапчук (укр. Остапчук Олександр Васильович) (01.2015 — 2019)